# Lepthyphantes corsicos
Lepthyphantes corsicos är en spindelart som beskrevs av Jörg Wunderlich 1980. Lepthyphantes corsicos ingår i släktet Lepthyphantes och familjen täckvävarspindlar. Inga underarter finns listade i Catalogue of Life.